# Televisión Nacional Uruguay

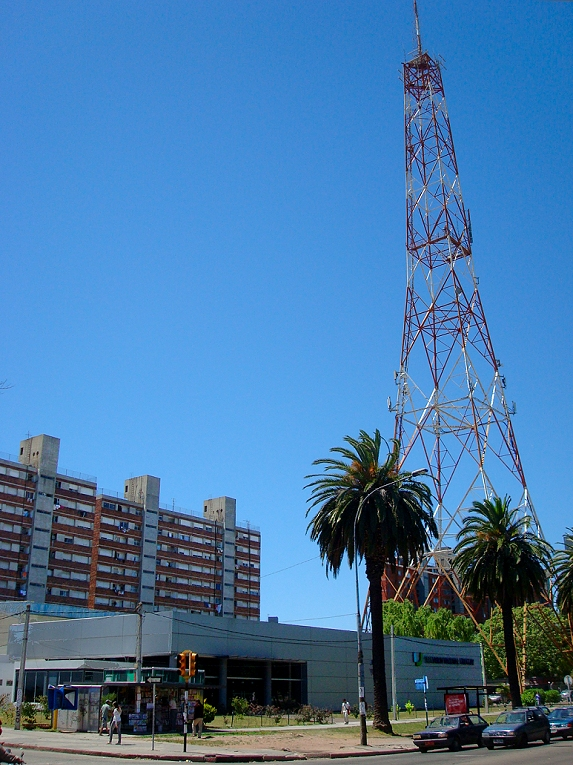
Nadajnik przy siedzibie stacji w Montevideo

Televisión Nacional Uruguay (TNU) – publiczny nadawca telewizyjny w Urugwaju. Obecnie nadaje jeden kanał telewizyjny o tej samej nazwie, a wcześniej znany jako Canal 5 Televisión Nacional de Uruguay. Od 2002 przedsiębiorstwo jest jednostką wykonawczą urugwajskiego Ministerstwa Edukacji i Kultury.
Kanał telewizyjny koncesję uzyskał już w 1955 roku, jednak nadawanie testowe rozpoczął dopiero 28 lutego 1963 roku. Regularna emisja odbywa się od 19 czerwca 1963 roku. Jest jedynym urugwajskim kanałem nadającym całodobowo. Stacja ma charakter ogólny. Nadaje programy o tematyce informacyjnej, kulturowej i rozrywkowej. Od 2010 roku trwają przygotowania do nadawania jako naziemna telewizja cyfrowa.